# The Chedi Mascate
El The Chedi Mascate es un hotel de lujo de 5 estrellas y restaurante en Al Azaiba en el noroeste de la localidad de Mascate, en la ciudad capital de Omán, situado en una playa privada. El hotel dispone de 158 habitaciones y fusiona la arquitectura tradicional de Omán con la Zen, la árabe, además de las influencias japonesas y europeas.